# Hyperolius fasciatus
Hyperolius fasciatus är en groddjursart som först beskrevs av Ferreira 1906.  Hyperolius fasciatus ingår i släktet Hyperolius och familjen gräsgrodor. IUCN kategoriserar arten globalt som otillräckligt studerad. Inga underarter finns listade i Catalogue of Life.